# Milton Keynes Dons FC
A Milton Keynes Dons FC, rövidítve MK Dons egy angol labdarúgócsapat. A klubot 2004-ben alapították, a Wimbledon FC jogutódjaként.

## A legutóbbi szezonok
2009. május 2. szerint.
| Szezon  | Bajnokság  | Bajnokság | Bajnokság | Bajnokság | Bajnokság | Bajnokság | Bajnokság | Bajnokság | Bajnokság | FA Cup | Ligakupa | Egyéb versenyek        | Egyéb versenyek | Gólkirály | Gólkirály       | Gólkirály | Átlagnézőszám |
| Szezon  | Osztály    | M         | Gy        | D         | V         | RG        | KG        | Pont      | Poz.      | FA Cup | Ligakupa | Egyéb versenyek        | Egyéb versenyek | Ország    | Név             | #         | Átlagnézőszám |
| ------- | ---------- | --------- | --------- | --------- | --------- | --------- | --------- | --------- | --------- | ------ | -------- | ---------------------- | --------------- | --------- | --------------- | --------- | ------------- |
| 2004–05 | League One | 46        | 12        | 15        | 19        | 54        | 67        | 51        | 20.       | R3     | R2       | Football League Trophy | R2S             | ENG       | Izale McLeod    | 18        | 4 896         |
| 2005–06 | League One | 46        | 12        | 14        | 20        | 45        | 66        | 50        | 22.       | R3     | R1       | Football League Trophy | QFS             | ENG       | Izale McLeod    | 18        | 5 619         |
| 2006–07 | League Two | 46        | 25        | 9         | 12        | 76        | 58        | 84        | 4.        | R2     | R3       | Football League Trophy | R2S             | ENG       | Izale McLeod    | 24        | 6 033         |
| 2007–08 | League Two | 46        | 29        | 10        | 7         | 82        | 37        | 97        | 1.        | R1     | R2       | Football League Trophy | Gy              | ENG       | Mark Wright     | 15        | 9 456         |
| 2008–09 | League One | 46        | 26        | 9         | 11        | 83        | 39        | 87        | 3.        | R1     | R2       | Football League Trophy | R2S             | ENG       | Aaron Wilbraham | 16        | 10 550        |

## Jelenlegi keret
2010. május 20. szerint. 
| #  |     | Poszt | Név                             |
| -- | --- | ----- | ------------------------------- |
| 1  | ENG | K     | David Martin                    |
| 2  | ENG | V     | Jude Stirling                   |
| 3  | ENG | V     | Dean Lewington (csapatkapitány) |
| 4  | FRA | V     | Mathias Kouo-Doumbé             |
| 5  | SCO | V     | Gary MacKenzie                  |
| 6  | ENG | V     | Sean O'Hanlon                   |
| 7  | IRL | KP    | Stephen Gleeson                 |
| 8  | WAL | CS    | Jermaine Easter                 |
| 9  | ENG | CS    | Aaron Wilbraham                 |
| 10 | ENG | CS    | Sam Baldock                     |
| 11 | ENG | KP    | Alan Smith                      |
| 12 | FRA | K     | Willy Guéret                    |
| 13 | ENG | KP    | Mark Carrington                 |

| #  |                       | Poszt | Név             |
| -- | --------------------- | ----- | --------------- |
| 14 | ENG                   | CS    | Lewis Guy       |
| 15 | ENG                   | V     | Danny Woodards  |
| 17 | ENG                   | K     | Stuart Searle   |
| 19 | NOR                   | CS    | Tore André Flo  |
| 20 | Zöld-foki Köztársaság | V     | Pelé            |
| 21 | ENG                   | KP    | Luke Howell     |
| 22 | SCO                   | KP    | Peter Leven     |
| 23 | ENG                   | KP    | Adam Chicksen   |
| 24 | ENG                   | V     | Tom Flanagan    |
| 25 | IRL                   | CS    | Charlie Collins |
| 26 | ENG                   | KP    | Luke Chadwick   |
| 27 | ENG                   | CS    | Daniel Powell   |

## Ismertebb játékosok
A listában azok szerepelnek, akik a klub színeiben legalább 100 bajnoki. lejátszottak.
2009. május 2. szerint.
| Név             | Ország     | Poszt       | A klubnál | Mérkőzés | Gólok |
| --------------- | ---------- | ----------- | --------- | -------- | ----- |
| Gareth Edds     | Ausztrália | Középpályás | 2004–08   | 122      | 10    |
| Dean Lewington  | Anglia     | Hátvéd      | 2004–     | 221      | 6     |
| Izale McLeod    | Anglia     | Csatár      | 2004–07   | 116      | 54    |
| Clive Platt     | Anglia     | Csatár      | 2005–07   | 102      | 27    |
| Aaron Wilbraham | Anglia     | Csatár      | 2005–     | 125      | 35    |
| Sean O'Hanlon   | Anglia     | Hátvéd      | 2006–     | 119      | 11    |